# L'amore si muove (singolo)
L'amore si muove è un singolo del gruppo italiano Il Volo, pubblicato il 28 agosto 2015 come primo estratto dall'album omonimo.

## Descrizione
Il brano è frutto della collaborazione del gruppo con Francesco Renga, che ha riadattato per Il Volo la canzone Nel nome del padre, scritta dal cantante insieme a Luca Chiaravalli e pubblicata nel suo terzo album Camere con vista. Renga ha scritto per il gruppo un nuovo testo, più adatto alla giovane età dei componenti del trio rispetto all'originale, che affrontava il tema della paternità, e L'amore si muove è stato scelto da Il Volo come primo singolo e titolo della versione italiana del loro quarto album in studio.

## Video musicale
Il videoclip è stato pubblicato sul canale YouTube del gruppo il 4 settembre 2015. Il video è stato girato tra Montepagano, borgo di residenza del baritono del trio, Gianluca Ginoble, e il Salento, con la regia di Mauro Russo, che aveva già diretto per il trio i videoclip di Grande amore e Canzone per te.

## Formazione
Gruppo
- Piero Barone – tenore
- Ignazio Boschetto – tenore
- Gianluca Ginoble – baritono

Altri musicisti
- Mattia Tedesco – chitarra
- Cesare Chiodo – basso
- Celso Valli – pianoforte, tastiera, arrangiamento
- Paolo Valli – batteria
- Stefano Bussoli – timpano
- CV Ensemble Orchestra – strumenti ad arco